# Стандартна зоряна величина
Стандартна зоряна величина (для тіл Сонячної системи) — видима зоряна величина, яку мало б тіло Сонячної системи (планета, комета, астероїд, супутник тощо) у протистоянні з Сонцем (коли фазовий кут дорівнює 0° і об'єкт спостерігається у повній фазі), а відстань тіла до Сонця і до спостерігача становить 1 астрономічну одиницю. Це можливо лише за умови розташування спостерігача в центрі Сонця
Позначається V(1,0) або H.
Англійською мовою стандартна зоряна величина називається «absolute magnitude», що збігається з англійською назвою абсолютної зоряної величини. Щоб відрізняти її від абсолютної зоряної величини, до англійської назви зазвичай додають літеру H.

## Зовнішні посилання
- Converting magnitude of minor planets to diameter. IAU Minor Planet Center. Архів оригіналу за 9 липня 2013. Процитовано 14 листопада 2010. (англ.)